# Dorte Warnø Høgh
Dorte Warnø Høgh (* 15. August 1969) ist eine dänische Drehbuchautorin und Filmregisseurin.

## Familie
Dorte Høgh wuchs in wohlhabenden Verhältnissen in Charlottenlund bei ihrer Mutter, der Kinobetreiberin Anne Fabricius-Bjerre, und ihrem Stiefvater, dem Komponisten Bent Fabricius-Bjerre, auf. Ihr Vater war der Arzt Ole Warnø (1933–2010), mit dem ihre Mutter noch zwei weitere Kinder hatte. 1991 heiratete Warnø Høgh den Werbefilmregisseur Gaute Høgh. Die Ehe wurde sechzehn Jahre später geschieden.
Mit ihren vier Kindern wohnt sie seit 2009 im Kopenhagener Viertel Østerbro. In Reykjavík hat sie seit Jahren einen Zweitwohnsitz, da sie einst Islandpferde züchtete.

## Karriere
Nach dem Gymnasium wollte sie ein Jahr Auszeit nehmen und sich ausprobieren und fing deshalb an in der Medienbranche zu arbeiten, worauf Jobs unter anderem als Editorin und Journalistin folgten. Sie moderierte für das dänische Fernsehen die Sendungen Ulvetimen und Eleva2ren. 1997 begann sie ihre Ausbildung zur Drehbuchautorin an Den Danske Filmskole, die sie zwei Jahre später abschloss. Seitdem hat sie für verschiedene dänische Serien und Filme gearbeitet. 
Grisen ist ihr Regiedebüt, ein Kurzfilm über kulturelle Differenzen, der für den Academy Award als Bester Kurzfilm 2009 nominiert wurde. Sie hält viel vom Kurzfilmformat, da es im Zeitalter der neuen Abspielgeräte Vorteile gegenüber längeren Formaten besäße.
Sie schrieb anlässlich ihrer Scheidung 2008 einen Beitrag zu dem Buch von Kim Kidholm Jeg skal skilles – Hvad gør jeg? (ISBN 9788702068344).

## Filmografie (Auswahl)
- 2003: Das Erbe (Arven) als Drehbuchautorin
- 2005: Totschlag – Im Teufelskreis der Gewalt (Drabet) als Drehbuchautorin
- 2006 bis 2009: Anna Pihl – Auf Streife in Kopenhagen (Anna Pihl), Fernsehserie, als Drehbuchautorin
- 2009: Grisen als Regisseurin und Drehbuchautorin
- 2010: Unter die Haut – Gefährliche Begierde (Kvinden der drømte om en mand) als Drehbuchautorin
- seit 2013: Dicte, Fernsehserie, als Drehbuchautorin

## Preise und Auszeichnungen (Auswahl)
Arven wurde für den Robert als Bestes Originaldrehbuch 2004 nominiert. Selbiges geschah 2006 mit Drabet. Ihr Regiedebüt Grisen war 2009 für den Academy Award in der Kategorie Bester Kurzfilm nominiert. Auf dem Internationalen Filmfestival in Warschau wurde dieser Film vom Publikum zum besten Kurzfilm gekürt.